# 2010年亚洲运动会开幕式

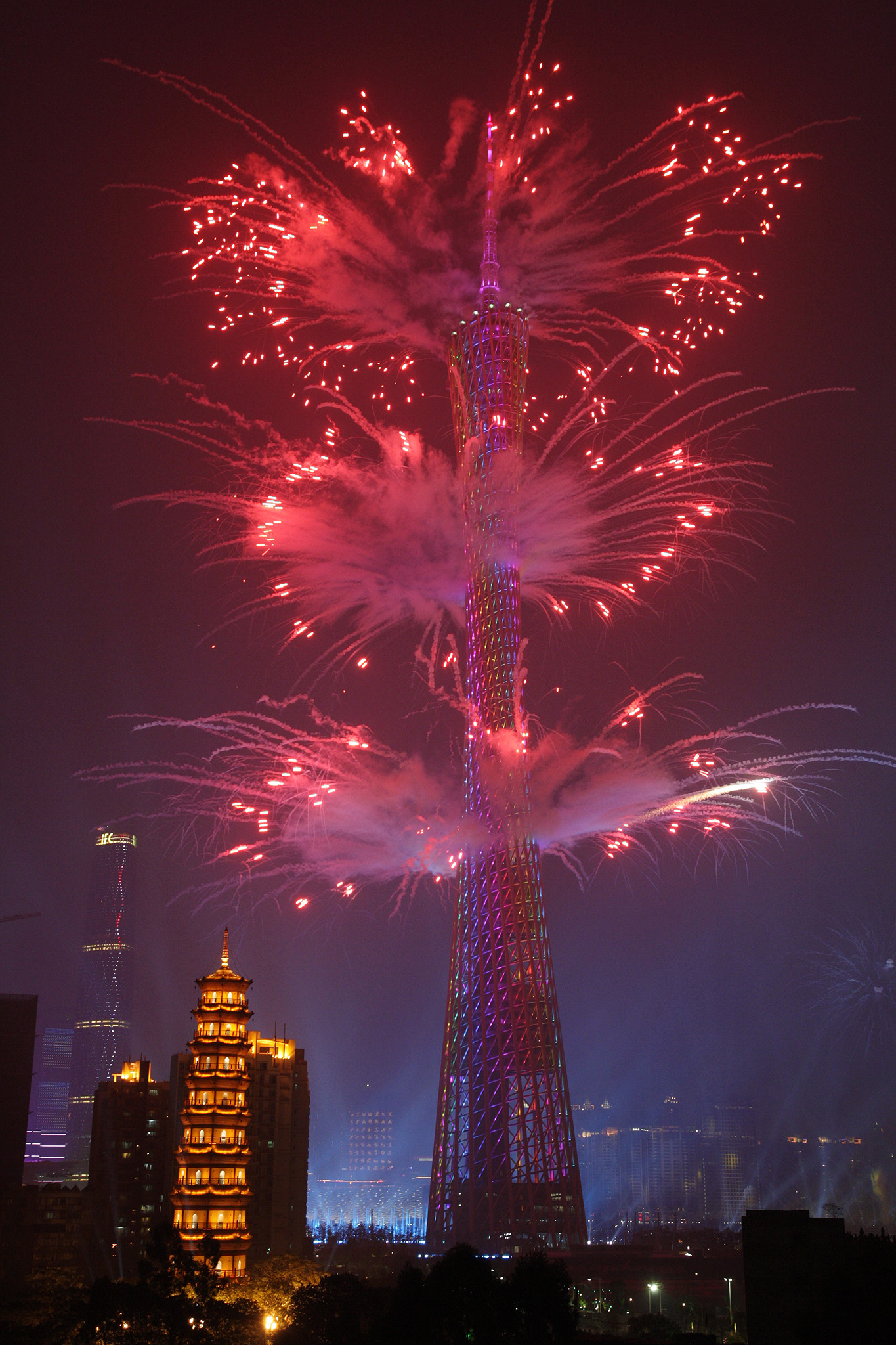
廣州塔煙花表演。

2010年亚洲运动会开幕式是2010年广州亚运会的开幕庆典活动，于2010年11月12日20:00在广州珠江新城海心沙岛举行，是亚运会历史上首次在主体育场外举行的开幕式。开幕式持续了4个小时，大约有6千名表演者，3万名观众，燃放了至少4万发烟花。开幕式由陈维亚指导和编舞。

## 节目流程
2010年广州亚运会开幕式节目流程大概如下：
- 珠江巡游 (18:18)
- 热场演出《亚运同分享》 (19:00)
- 开幕式倒计时 (19:58)
  - 贵宾入场
国务院总理温家宝、亚奥理事会主席法赫德亲王、国际奥委会主席雅克·罗格等贵宾在《欢迎进行曲》声中步入场内
  - 倒计时宣传片
  - 倒计时焰火
  - 中华人民共和国国旗入场
两名少年儿童将国旗交给中国人民解放军陆海空三军仪仗队的队员，行少先队队礼，中国人民解放军军乐团奏响《走向复兴》
  - 举行升旗仪式
升中华人民共和国国旗，奏唱中华人民共和国国歌。
- 文艺表演《启航》 (20:05)
  - 序曲《梦想》
    - 《落雨大》(演出：熊钰翔)

  - 上篇(1)：《大地之水》
  - 上篇(2)：《海洋之舟》
  - 中篇：《白云之帆》
  - 多人立体表演
  - 绿色一分钟 (20:52)
  - 下篇：《花城之邀》
  - 《日出东方》谭晶、陶喆、韦唯、金贤重、容祖儿
- 珠江摩托艇特技表演
- 运动员进场 (21:00)
- 亚组委执行主席黄华华致词
- 中国奥委会主席刘鹏致辞
- 亚奥理事会主席法赫德亲王致辞
- 国务院总理温家宝宣布亚运会开幕
- 亚奥理事会会旗进场
  - 毛阿敏、孙楠演唱广州亚运会会歌《重逢》
- 升亚奥理事会会旗、奏亚奥理事会会歌
- 运动员代表、羽毛球运动员傅海峰宣誓
- 裁判员代表、体操裁判燕呢喃宣誓
- 圣火进场
- 圣火点燃
  - 最后一棒火炬手何冲把圣火帶到主火炬前，一男一女小孩捧出一个巨型鞭炮并放到主火炬正下方，何冲在两位小孩的陪同下点燃了鞭炮引线，鞭炮着火后喷出烟花点燃主火炬。

## 预演
- 11月3日：综合演练
- 11月4日：第二次彩排
- 11月6日：第三次彩排
- 11月8日：第四次彩排
- 11月9日：第五次彩排
- 11月10日：第六次彩排

## 特色
- 大会为增强典礼与市民的互动，故于开幕式进行期间插入一个特别环节「绿色一分钟」，并呼吁市民在当晚20时50分把家中的一盆花或一簇绿色植物搬到窗外、阳台、天井、楼顶等露天的地方淋一下水，成为一个规模空前的城市行为艺术。
- 大会在点燃圣火后，将进行「五羊祈福」环节，在广州塔上以「五彩稻穗烟花」形成一个高500米、宽300米、为时8秒的高空汉字造型，寓意广州五谷丰登，并将申报吉尼斯世界纪录大全。但到开幕式结束后，大字烟花并没点燃。
- 为更好体现岭南文化，大会安排广州电台节目主持梁永斌在「热场演出」环节中以粤语主持，而文艺演出亦全属广州本地艺人。
- 由于中国国家主席胡锦涛正在首尔参加G20高峰会，由国务院总理温家宝代表出席开幕式并宣布开幕。

## 媒体直播
央視朱軍、董卿聲音版本
- 省级卫视（如东方卫视、深圳卫视等）
- 中国中央电视台综合频道、综艺频道、体育频道、高清频道
- 广东电视台：广东卫视、珠江频道、体育频道
- 广州电视台：广州台、新闻台、竞赛台等

央視白岩松聲音版本
- 新闻频道 （此为首次央视在转播国际赛事开闭幕式时采用双解说模式。）

其他聲音版本（包含民族语言）
- 新疆维语新闻综合频道、新疆哈语新闻综合频道、西藏藏语卫视、青海藏语卫视、四川康巴藏语卫视
- 广东电视台：新闻频道
- 香港電台：第一台
- 香港有线电视：第1台、62台、63台、高清202台
- 澳门澳广视：澳视澳门、澳视高清、澳视体育
- 台湾：华视主频道、华视休闲频道、公视主频道、緯來體育台
- 韩国：KBS 1TV、MBC

## 出席嘉宾
出席开幕式的各国领导人有：
- 巴基斯坦 - 總統扎尔达里、副總統扎尔达里
- 泰國 - 總理阿披实
- 伊朗 - 副總統赛义德鲁
- 新加坡 - 副总理张志贤
- 东帝汶 - 副总理古特雷斯
- 越南 - 副总理张永仲
- 不丹 - 亲王吉格耶尔
- - 亲王苏弗里
- 阿联酋 - 亲王艾哈迈德
- 國際奧委會 - 主席雅克·罗格

出席开幕式的党和国家领导人还有：刘云山、刘延东、汪洋、乌云其木格、马凯、孟建柱、张榕明和热地，以及中央军委委员李继耐。
- 澳門 - 行政长官崔世安
- 中國國民黨 - 荣誉主席吴伯雄、副主席蒋孝严
- 無黨團結聯盟 - 主席林炳坤
- 亚奥理事会官员等出席开幕式。

### 外部参考资料
- 《广州亚运万事俱备待开幕 今晚最后一次开幕式预演（页面存档备份，存于）》(中国新闻社，2010年11月10日)
- 《广州亚运开幕式不可复制》(广州日报，2010年11月9日)
- 《亚运开幕式总导演：打造另一座丰碑[永久]》(香港文汇报，2010年11月8日)
- 《温家宝将出席广州亚运会开幕式（页面存档备份，存于）》(中国新闻网，2010年11月11日)
- 《广州亚运会开幕式准备情况通气会（页面存档备份，存于）》(广州亚运会官方网站，2010年11月11日)
- 《梁永斌：开幕式用粤语主持！》(新快报，2011年11月10日)